# Проезд Кирова
Прое́зд Ки́рова (с 1935 года до 26 августа 1960 года — прое́зд Ки́рова города Люблино) — проезд в Юго-Восточном административном округе города Москвы на территории района Люблино.

## История
Проезд находится на территории бывшего города Люблино, где он назывался прое́зд Ки́рова в память о советском государственном деятеле С. М. Кирове (1886—1934). В 1960 году город Люблино вошёл в состав Москвы, проезд сохранил своё название.

## Расположение
Проезд Кирова проходит от Люблинской улицы на восток, поворачивает на северо-восток, затем на север и проходит до улицы Судакова. Нумерация домов начинается от Люблинской улицы.

## Примечательные здания и сооружения
По чётной стороне:
- д. 6 — Римско-католический храм Святой Ольги;
- д. 12 — Московский исламский университет.

## Транспорт

### Наземный транспорт
По проезду Кирова не проходят маршруты наземного общественного городского транспорта. У юго-западного конца проезда, на Люблинской улице, расположена остановка «Литейно-механический завод» автобусов 280, 312, 350, 623, 650, т50, т74, у северо-восточного, на улице Судакова, — остановка «Проспект 40 лет Октября» автобусов 280, т74.

### Метро
- Станция метро «Люблино» Люблинско-Дмитровской линии — северо-восточнее проезда, на пересечении Краснодарской и Совхозной улиц.

### Железнодорожный транспорт
- Платформа Депо (в границах станции Люблино-Сортировочное) Курского направления Московской железной дороги — западнее проезда, между Егорьевской улицей и улицей Полбина.